# Natalina beyrichi
Natalina beyrichi es una especie de molusco gasterópodo de la familia Rhytididae en el orden de los Stylommatophora.

## Distribución geográfica
Es endémica de Sudáfrica.
Su hábitat natural son: los ríos.

## Estado de conservación
Se encuentra amenazada de extinción por la pérdida de su hábitat natural.